# Distrito de Itano
El distrito de Itano (板野郡 Itano-gun?) es un distrito localizado en la prefectura de Tokushima, Japón. En junio de 2019 tenía una población estimada de 97.263 habitantes y una densidad de población de 884 personas por km². Su área total es de 110,05 km².

## Localidades
- Aizumi
- Itano
- Kamiita
- Kitajima
- Matsushige